# Чемпионат СССР по лёгкой атлетике 1938
Чемпионат СССР по лёгкой атлетике 1938 года прошёл 6—12 сентября в Харькове на стадионе «Динамо». В ходе соревнований установлено 16 рекордов СССР.
В течение года в Москве были проведены чемпионаты СССР в отдельных дисциплинах лёгкой атлетики:
- 6 июня — чемпионат СССР по кроссу.
- 18 сентября — чемпионат СССР по марафону.

## Результаты
предварительные забеги/ квалификация

### Личный зачёт

#### Бег на 100 м
| Место                                | Спортсмен                            | Время                                |
| Четвертьфиналы 1-й день — 6 сентября | Четвертьфиналы 1-й день — 6 сентября | Четвертьфиналы 1-й день — 6 сентября |
| ------------------------------------ | ------------------------------------ | ------------------------------------ |
|                                      | Роберт Люлько Динамо Москва          | 10,8                                 |
| Финал                                |                                      |                                      |
| 1                                    | Пётр Головкин РККА Москва            | 11,0                                 |
| 2                                    | Михаил Бундин Динамо Горький         | 11,2                                 |
| 3                                    | О. Крюковский Буревестник Ленинград  | 11,3                                 |
| …                                    |                                      |                                      |

| Место | Спортсменка                           | Время |
| ----- | ------------------------------------- | ----- |
| 1     | Валентина Косарева Буревестник Москва | 12,9  |
| 2     | Мария Шаманова Медик Москва           | 12,9  |
| 3     | Надежда Скворцова Урожай Москва       | 13,1  |
| …     |                                       |       |

#### Бег на 200 м
| Место | Спортсмен                       | Время |
| ----- | ------------------------------- | ----- |
| 1     | Роберт Люлько Динамо Ленинград  | 22,2  |
| 2     | П. Абрамов Спартак Москва       | 22,6  |
| 3     | Иван Анисимов Локомотив Харьков | 22,9  |
| …     |                                 |       |

| Место | Спортсменка                           | Время    |
| ----- | ------------------------------------- | -------- |
| 1     | Вера Пижурина Динамо Киев             | 25,5 NR* |
| 2     | А. Червецова Динамо Москва            | 26,5     |
| 3     | Клавдия Емельянова Динамо Свердловск  | 26,6     |
| 4     | Валентина Косарева Буревестник Москва | 26,6     |
| …     |                                       |          |

1. ↑  или 9 сентября[1][уточнить]

#### Бег на 400 м
| Место | Спортсмен                       | Время |
| ----- | ------------------------------- | ----- |
| 1     | Алексей Максимов Пищевик Москва | 49,9  |
| 2     | Роберт Люлько Динамо Москва     | 50,4  |
| 3     | П. Абрамов Спартак Москва       | 50,7  |
| …     |                                 |       |

| Место | Спортсменка                            | Время    |
| ----- | -------------------------------------- | -------- |
| 1     | Вера Пижурина Динамо Киев              | 58,3 NR* |
| 2     | Валентина Фокина Красное Знамя Горький | 58,5     |
| 3     | Евдокия Васильева КИМ Москва           | 58,9     |
| …     |                                        |          |

#### Бег на 800 м
| Место | Спортсмен                       | Время      |
| ----- | ------------------------------- | ---------- |
| 1     | Алексей Максимов Пищевик Москва | 1.54,9 NR* |
| 2     | С. Савельев РККА Новосибирск    | 1.56,5     |
| 3     | Виктор Шелудяков Спартак Москва | 1.56,7     |
| 4     | Ничкин Электрик                 | 1.56,7     |
| …     |                                 |            |

| Место | Спортсменка                  | Время      |
| ----- | ---------------------------- | ---------- |
| 1     | Евдокия Васильева КИМ Москва | 2.15,3 NR* |
| 2     | А. Помогаева Москва          | 2.17,1     |
| 3     | Анна Мушкина Медик Москва    | 2.18,1     |
| …     | Ксения Шило Динамо Киев      | …          |
| …     |                              |            |

1. ↑  или 9 сентября[1][уточнить]

#### Бег на 1500 м
| Место | Спортсмен                           | Время  |
| ----- | ----------------------------------- | ------ |
| 1     | Александр Пугачёвский Динамо Москва | 4.03,2 |
| 2     | С. Савельев РККА Новосибирск        | 4.05,6 |
| 3     | Григорий Потемин Динамо Москва      | 4.06,8 |
| …     |                                     |        |

| Место | Спортсменка                  | Время  |
| ----- | ---------------------------- | ------ |
| 1     | Евдокия Васильева КИМ Москва | 4.48,8 |
| 2     | Анна Мушкина Медик Москва    | 4.52,0 |
| …     |                              |        |

#### Бег на 5000 м
| Место | Спортсмен                          | Время   |
| ----- | ---------------------------------- | ------- |
| 1     | Серафим Знаменский Спартак Москва  | 15.02,0 |
| 2     | Моисей Иванькович Локомотив Москва | 15.09,4 |
| 3     | Виталий Бруенок РККА Москва        | 15.29,2 |
| …     |                                    |         |
| —     | Георгий Знаменский Спартак Москва  | DNF     |

#### Бег на 10 000 м
| Место | Спортсмен                          | Время       |
| ----- | ---------------------------------- | ----------- |
| 1     | Серафим Знаменский Спартак Москва  | 31.13,4 NR* |
| 2     | Моисей Иванькович Локомотив Москва | 31.17,8     |
| 3     | Григорий Ермолаев Медик Москва     | 32.12,0     |
| 4     | Пётр Степанов Москва               | 32.22,8     |
| 5     | Иван Вавилов                       | 32.37       |
| 6     | Виталий Бруенок РККА Москва        | 32.47       |
| …     |                                    |             |
| —     | Георгий Знаменский Спартак Москва  | DNS         |

#### Эстафета 4×100 м
| Место | Команда                                                             | Время |
| ----- | ------------------------------------------------------------------- | ----- |
| 1     | РККА Григорий Пастушенко Василий Соха Александр Дёмин Пётр Головкин | 43,4  |
| 2     | Буревестник                                                         | 43,4  |
| …     |                                                                     |       |

| Место | Команда                                                            | Время |
| ----- | ------------------------------------------------------------------ | ----- |
| 1     | Динамо Вера Пижурина Клавдия Емельянова А. Червецова Галина Турова | 50,2  |
| …     |                                                                    |       |

#### Эстафета 4х400 м/ шведская эстафета
| Место | Команда                                                     | Время  |
| ----- | ----------------------------------------------------------- | ------ |
| 1     | Пищевик В. Самбобрский М. Хейфиц Приходько Алексей Максимов | 3.30,5 |
| 2     | Ростов-на-Дону                                              | 3.32,4 |
| …     |                                                             |        |

| Место | Команда                                                          | Время      |
| ----- | ---------------------------------------------------------------- | ---------- |
| 1     | Динамо Ксения Шило Вера Пижурина А. Червецова Клавдия Емельянова | 2.18,7 NR* |
| 2     | Медик                                                            | 2.24,8     |
| 3     | Спартак                                                          | 2.25,1     |
| …     |                                                                  |            |

#### Бег на 110/80 м с барьерами
| Место                       | Спортсмен                      | Время                       |
| Забеги 8 сентября[уточнить] | Забеги 8 сентября[уточнить]    | Забеги 8 сентября[уточнить] |
| --------------------------- | ------------------------------ | --------------------------- |
|                             | Александр Канаки РККА Киев     | 15,8                        |
|                             | Н. Сущинский КИМ Киев          | 15,8                        |
|                             | Иван Степанчонок Динамо Москва | 15,8                        |
| …                           |                                |                             |
| Финал                       |                                |                             |
| 1                           | Александр Канаки РККА Киев     | 16,0                        |
| 2                           | Н. Сущинский КИМ Киев          | 16,3                        |
| 3                           | Иван Степанчонок Динамо Москва | 16,6                        |
| …                           |                                |                             |

| Место             | Спортсменка                            | Время             |
| Забеги 8 сентября | Забеги 8 сентября                      | Забеги 8 сентября |
| ----------------- | -------------------------------------- | ----------------- |
|                   | Галина Турова Динамо Ленинград         | 11,8 NR*          |
| Финал             |                                        |                   |
| 1                 | Валентина Фокина Красное Знамя Горький | 12,1              |
| 2                 | Галина Турова Динамо Ленинград         | 12,7              |
| 3                 | Екатерина Адаменко Швейники Киев       | 12,9              |
| …                 |                                        |                   |

#### Бег на 200 м с барьерами
| Место | Спортсмен                       | Время    |
| ----- | ------------------------------- | -------- |
| 1     | Виктор Крайнюков Спартак Москва | 25,9 NR* |
| 2     | Г. Циммерберг Динамо Ленинград  | 26,0     |
| 3     | В. Елизаров Динамо Москва       | 27,2     |
| …     |                                 |          |

#### Бег на 400 м с барьерами
| Место | Спортсмен                       | Время |
| ----- | ------------------------------- | ----- |
| 1     | Виктор Шелудяков Спартак Москва | 55,4  |
| 2     | Г. Циммерберг Динамо Ленинград  | 55,6  |
| 3     | Василий Соха РККА Харьков       | 57,1  |
| …     |                                 |       |

#### Бег на 3000 м с препятствиями
| Место | Спортсмен                         | Время      |
| ----- | --------------------------------- | ---------- |
| 1     | Григорий Ермолаев Медик Москва    | 9.41,2 NR* |
| 2     | Иван Муренко Сталь Днепропетровск | 9.47,6     |
| 3     | А. Любимов РККА Ленинград         | 9.48,4     |
| …     |                                   |            |

#### Ходьба на 10 км
| Место | Спортсмен                                  | Время       |
| ----- | ------------------------------------------ | ----------- |
| 1     | Борис Юнников Строитель Востока Свердловск | 51.25,2 NR* |
| 2     | А. Максимов[уточнить] Пищевик Москва       | 59.42,4     |
| …     |                                            |             |

#### Прыжок в высоту
| Место | Спортсмен                                      | Результат |
| ----- | ---------------------------------------------- | --------- |
| 1     | Габриэль Атанелов Динамо Тбилиси               | 1,90      |
| 2     | С. Афанасьев Красное Знамя Ленинград[уточнить] | 1,85      |
| 3     | Дмитрий Рутер Крылья Советов Москва            | 1,85      |
| …     |                                                |           |

| Место                      | Спортсменка                     | Результат |
| -------------------------- | ------------------------------- | --------- |
| 1                          | Л. Куликова Динамо Ленинград    | 1,45      |
| 2                          | О. Шахова Динамо Ленинград      | 1,45      |
| 3                          | В. Федосеева Буревестник Москва | 1,45      |
| Перепрыжка за первое место |                                 |           |
| 1                          | Л. Куликова Динамо Ленинград    | 1,47      |
| Перепрыжка за третье место |                                 |           |
| 3                          | В. Федосеева Буревестник Москва | 1,47      |
| …                          |                                 |           |

#### Прыжок с шестом
| Место | Спортсмен                       | Результат |
| ----- | ------------------------------- | --------- |
| 1     | Николай Озолин Динамо Москва    | 4,20      |
| 2     | Гавриил Раевский Динамо Харьков | 4,10      |
| 3     | Владимир Дьячков РККА Москва    | 4,00      |
| …     |                                 |           |

#### Прыжок в длину
| Место | Спортсмен                    | Результат |
| ----- | ---------------------------- | --------- |
| 1     | Михаил Петяев Медик Москва   | 7,38 NR*  |
| 2     | Михаил Бундин Динамо Горький | 7,22      |
| 3     | Пётр Головкин РККА Москва    | 7,11      |
| …     |                              |           |

| Место | Спортсменка                     | Результат |
| ----- | ------------------------------- | --------- |
| 1     | Надежда Скворцова Урожай Москва | 5,48      |
| 2     | Вера Пижурина Динамо Киев       | 5,47      |
| 3     | Элла Мицис Динамо Москва        | 5,43      |
| …     |                                 |           |

#### Тройной прыжок
| Место | Спортсмен                              | Результат |
| ----- | -------------------------------------- | --------- |
| 1     | Владимир Бровко Пищевик Ростов-на-Дону | 14,63 NR* |
| 2     | А. Борисов Динамо Ташкент              | 14,39     |
| 3     | С. Афанасьев Москва[уточнить]          | 14,26     |
| …     |                                        |           |

#### Толкание ядра
| Место | Спортсмен                          | Результат |
| ----- | ---------------------------------- | --------- |
| 1     | Леонид Митропольский Динамо Москва | 15,10     |
| 2     | Александр Канаки РККА Киев         | 14,52     |
| 3     | Сергей Ляхов Динамо Ашхабад        | 14,10     |
| …     |                                    |           |

| Место | Спортсменка                  | Результат |
| ----- | ---------------------------- | --------- |
| 1     | Анна Андреева Москва         | 12,44     |
| 2     | А. Старосветова Горький      | 12,38     |
| 3     | Зинаида Борисова Динамо Киев | 11,74     |
| …     |                              |           |

#### Метание диска
| Место | Спортсмен                                      | Результат |
| ----- | ---------------------------------------------- | --------- |
| 1     | Сергей Ляхов Динамо Ашхабад                    | 45,89     |
| 2     | Али Исаев Москва                               | 45,45     |
| 3     | Николай Кутьев Буревестник Ленинград[уточнить] | 44,52     |
| …     |                                                |           |

| Место | Спортсменка                        | Результат |
| ----- | ---------------------------------- | --------- |
| 1     | Зоя Синицкая Динамо Харьков        | 42,09     |
| 2     | Галина Турова Динамо Ленинград     | 40,09     |
| 3     | Клавдия Лаптева Буревестник Москва | 39,08     |
| …     |                                    |           |

#### Метание молота
| Место | Спортсмен                            | Результат |
| ----- | ------------------------------------ | --------- |
| 1     | Сергей Ляхов Динамо Ашхабад          | 47,92     |
| 2     | Григорий Артамонов Локомотив Харьков | 47,92     |
| 3     | Николай Денисенко Динамо Харьков     | 46,84     |
| …     |                                      |           |

#### Метание копья
| Место | Спортсмен                               | Результат |
| ----- | --------------------------------------- | --------- |
| 1     | Н. Пономаренко Темп Ленинград           | 61,07     |
| 2     | Александр Кржижановский Здоровье Одесса | 60,53     |
| 3     | И. Кичигин РККА                         |           |
| …     |                                         |           |

| Место | Спортсменка                        | Результат |
| ----- | ---------------------------------- | --------- |
| 1     | Клавдия Лаптева Буревестник Москва | 41,58     |
| 2     | Л. Гаврилова Ленинград             | 41,50     |
| 3     | В. Попова Сталинград               | 39,64     |
| …     |                                    |           |

1. ↑  или Е. Пономаренко[1][уточнить]

#### Метание гранаты
| Место | Спортсмен                        | Результат |
| ----- | -------------------------------- | --------- |
| 1     | Николай Арбузников Динамо Москва | 84,08     |
| 2     | Л. Антипьев Динамо Горький       | 81,63     |
| 3     | Иосиф Шедько Пищевик Харьков     | 77,55     |
| …     |                                  |           |

| Место | Спортсменка                            | Результат |
| ----- | -------------------------------------- | --------- |
| 1     | Клавдия Лаптева Буревестник Москва     | 45,43     |
| 2     | Л. Гаврилова Буревестник Ленинград     | 44,75     |
| 3     | Алексеева Электрик[уточнить] Ленинград | 44,17     |
| …     |                                        |           |

#### Пятиборье
| Место | Спортсмен                             | Результат                               |
| ----- | ------------------------------------- | --------------------------------------- |
| 1     | Константин Кудрявцев Локомотив Москва | 3194 NR* (6,49—48,29—23,6—35,95—4.23,2) |
| 2     | С.Кузнецов Крылья Советов Ленинград   | 3165                                    |
| 3     | Михаил Петяев Медик Москва            |                                         |
| …     |                                       |                                         |

| Место | Спортсменка                        | Результат                                         |
| ----- | ---------------------------------- | ------------------------------------------------- |
| 1     | Элла Мицис Динамо Москва           | 3876[уточнить] NR* (13,3—40,81—5,46—38,88—2.36,4) |
| 2     | Клавдия Лаптева Буревестник Москва | 2871                                              |
| 3     | Елена Карпович ЦДКА Москва         | 2516                                              |
| …     |                                    |                                                   |
| —     | …, Зоя Синицкая Динамо Харьков, …  | DNF                                               |

1. ↑  или 23,6—6,40—48,29—35,25—4.23,2[уточнить]
2. ↑  или 3628[1]
3. ↑  800 м DNS

#### Десятиборье
| Место | Спортсмен                       | Результат                                                   |
| ----- | ------------------------------- | ----------------------------------------------------------- |
| 1     | Александр Дёмин РККА Москва     | 6434 (11,1—6,70—11,98—1,7—52,0—16,4—33,98—370—52,41—5.04,4) |
| 2     | Гавриил Раевский Харьков        | 6065                                                        |
| 3     | Василий Волчков Медик Ленинград | 5687                                                        |
| …     |                                 |                                                             |
| —     | Александр Канаки РККА Киев      | DNF                                                         |
| …     |                                 |                                                             |

1. ↑  или 11,4—6,86—12,20—1,70—52,2—16,6—36,25—3,60—52,07—5.20,8[1][уточнить]
2. ↑  после первого дня; ядро — 15,53 NR*

## Командное первенство
| Место         | Команда       | Очки          |
| Первая группа | Первая группа | Первая группа |
| ------------- | ------------- | ------------- |
| 1             | «Динамо»      | 38 826        |
| 2             | «Буревестник» | 35 104        |
| 3             | «Медик».      | 33 622        |
| 4             | Пищевик       |               |
| 5             | Локомотив     |               |
| 6             | РККА          |               |
| 7             | Спартак       |               |
| Вторая группа |               |               |
| 1             | КИМ           | 15 372        |
| 2             | Красное Знамя | 14 958        |
| 3             | Зенит         | 14 361        |
|               | Судостроитель |               |
| Третья группа |               |               |
| 1             | Спринт        | 7531          |
| 2             | Рекорд        | 7427          |
| …             |               |               |
| 59 команд     |               |               |

## Чемпионат СССР по кроссу
Много лет в СССР проводились массовые кроссы (Кросс имени Ворошилова с 1927 года). В них отсутствовал финал. По просьбе спортивной общественности в понедельник 6 июня в Москве на равнинной трассе Сокольнического парка был проведён первый всесоюзный кросс мастеров, посвящённый первым выборам в Верховный Совет РСФСР 26 июня 1938 года. Участвовало 155 бегунов. Позднее стал считаться чемпионатом СССР по кроссу 1938 года.
Старт и финиш были на 3-м Лучевом просеке. Женщины стартовали в 15:00, мужчины в 15:15.

### Критика
После финиша участники высказали свои соображения:
- Незадолго до старта дистанция была перенесена со станции Сходня в Сокольники, Это поставило бегунов, тренировавшихся на сильно пересечённой местности, в затруднительное положение.
- Положение получено поздно, поэтому отборочные соревнования не везде были представительными.
  - Положение следует рассылать минимум за полгода, точно указывая профиль трассы.
- Всесоюзный кросс следует проводить помимо в Москвы и в других городах.

### Результаты
| Место | Спортсмен                                    | Время   |
| ----- | -------------------------------------------- | ------- |
| 1     | Моисей Иванькович Москва                     | 26.17,6 |
| 2     | Пётр [Степанов Москва                        | 26.24,0 |
| 3     | А. Любимов Ленинград                         | 26.50,0 |
| 4     | Павел Савельев Киев                          | 26.54,2 |
| 5     | Григорий Ермолаев Москва                     | 26.54,4 |
| 6     | Иван Соколов[уточнить] Горький               | 26.55,8 |
| 7     | Безруков[уточнить] Ташкент                   | 26.56,6 |
| 8     | Серафим Знаменский Москва                    | 27.02,4 |
| 9     | Барабанщиков[уточнить] Минск                 | 27.06,4 |
| 10    | Балушкин Горький                             | 27.10,2 |
| …     |                                              |         |
| 13    | Григорий Потемин Москва                      |         |
| …     |                                              |         |
| 23—24 | Георгий Знаменский Москва Панфёров Ленинград | …       |
| …     |                                              |         |
| …     | Сосновский Архангельск                       | …       |

| Место                     | Спортсменка              | Время  |
| ------------------------- | ------------------------ | ------ |
| 1                         | Евдокия Васильева Москва | 6.56,6 |
| 2                         | Анна Рекунова Горький    | 6.58,2 |
| 3                         | Надежда Соболева Москва  | 7.02,0 |
| 4                         | Анна Мушкина Москва      | 7.02,8 |
| 5                         | Анна Зайцева Москва      | 7.08,1 |
| 6                         | В. Кайшева Москва        | 7.10,8 |
| 7                         | Бобкова Москва           | 7.11,2 |
| 8                         | Лабуткина Ленинград      | 7.17,8 |
| 9                         | Чистова Орёл             | 7.19,4 |
| 10                        | Урманова Казань          | 7.24   |
| 11                        | Агафонова Тула           |        |
| 12                        | Спиридонова Харьков      |        |
| 13                        | Хасанова Ташкент         |        |
| 14                        | Пономаренко Николаев     |        |
| 15                        | Иванова Сталинград       |        |
| …                         |                          |        |
| Закончили бег 47 участниц |                          |        |
| …                         |                          |        |
| Стартовали 53 участницы   |                          |        |

## Чемпионат СССР по марафону
Чемпионат СССР по марафону состоялся 18 сентября в Москве. Трасса проходила по Щёлковскому шоссе со стартом и финишем на стадионе «Сталинец».
| Место                     | Спортсмен                         | Время         |
| ------------------------- | --------------------------------- | ------------- |
| 1                         | Николай Голованов Сталинец Москва | 2:43.32,2 NR* |
| 2                         | А. Панушкин Спринт Москва         | 2:44.30,6     |
| 3                         | Михаил Храмов Молния Ленинград    | 2:45.08,4     |
| …                         |                                   |               |
| 91                        | Левитин Зенит                     | 3:52.51       |
| DNF                       |                                   |               |
| …                         |                                   |               |
| Стартовали 112 участников |                                   |               |